# 弗呂格峰
47°09′22″N 9°12′15″E / 47.156068°N 9.204248°E

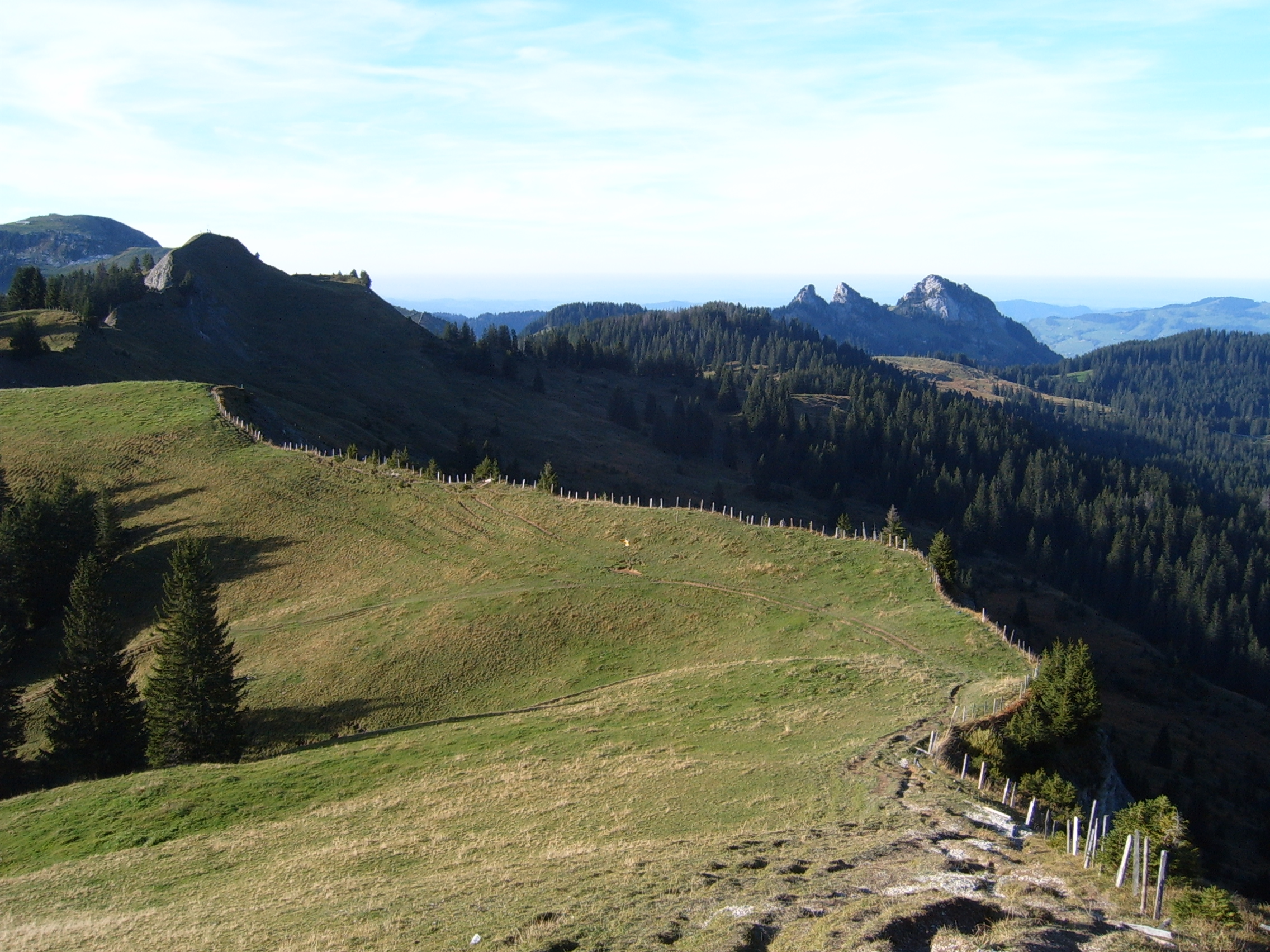

弗呂格峰（德語：Flügespitz），是瑞士的山峰，位於該國東北部，由聖加侖州負責管轄，距離萊施特卡姆山0.7公里，海拔高度1,701米，每年平均降雨量1,954毫米。